# Domglas Naumburg
Domglas Naumburg ist eine Glasmanufaktur, hervorgegangen aus der „Glasmalerei Wilhelm Franke“  in Naumburg.

## Geschichte

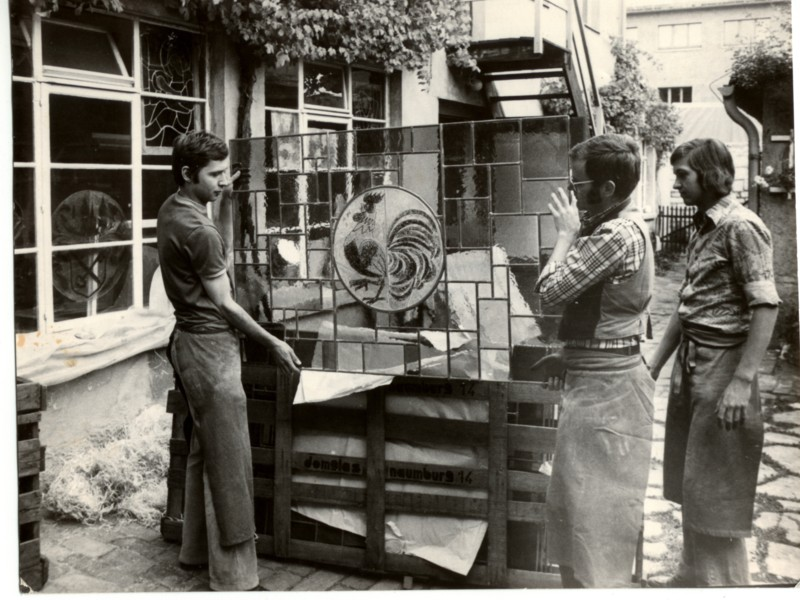
Glaswerkstatt in Naumburg, Gartenstraße 10

Die 1859 gegründete Glaswerkstatt „Wilhelm Franke“, dann „Dusberger & Hartung“ und „Seyfarth & Isenmann“ ist, wenn auch mit Namensänderungen ausschließlich in Familienhand weitergeführt worden. Die Firma Domglas Naumburg ist seit 1966 wieder als Meisterbetrieb für Glasveredlung tätig. Nach dem Studium an der Hochschule für Kunst & Grafik in Ungarn sowie dem Meisterabschluss, übernahm Lutz Gärlich die Glaswerkstätten in Naumburg an der Saale. Mit 22 Jahren übernahm Lutz Gärlich, Sohn eines Glas-Großhandelsunternehmens, die Werkstätten von Seyfarth & Isenmann. Bei der Übernahme der beiden Firmen Seyfarth & Isenmann und Glasmalerei Wilhelm Franke, konnten in den Archiven unzählige Entwürfe, Zeichnungen, Kartons sowie Fotoplatten der letzten 100 Jahre sichergestellt werden.

## Unternehmenszweige

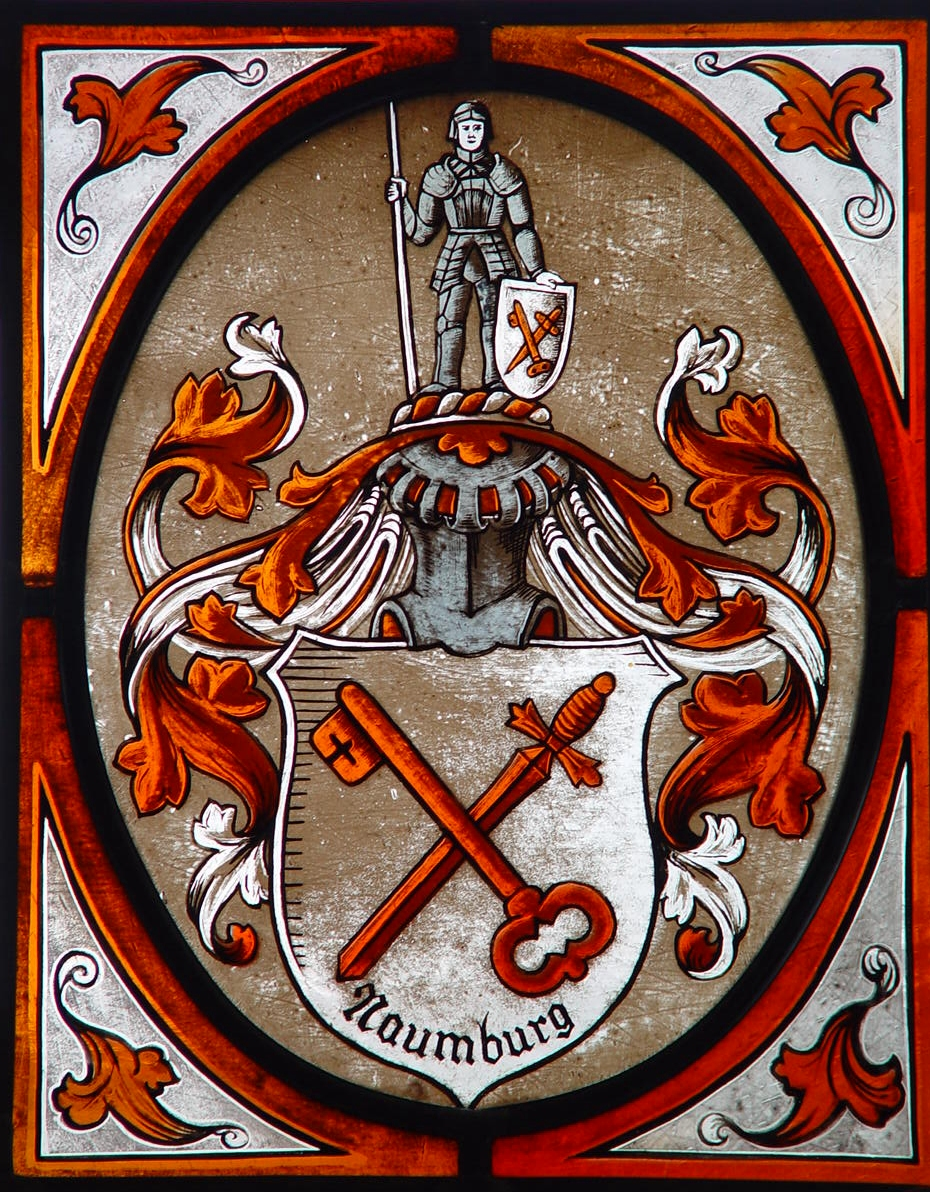
Stadtwappen Naumburg nach eigenen Entwürfen

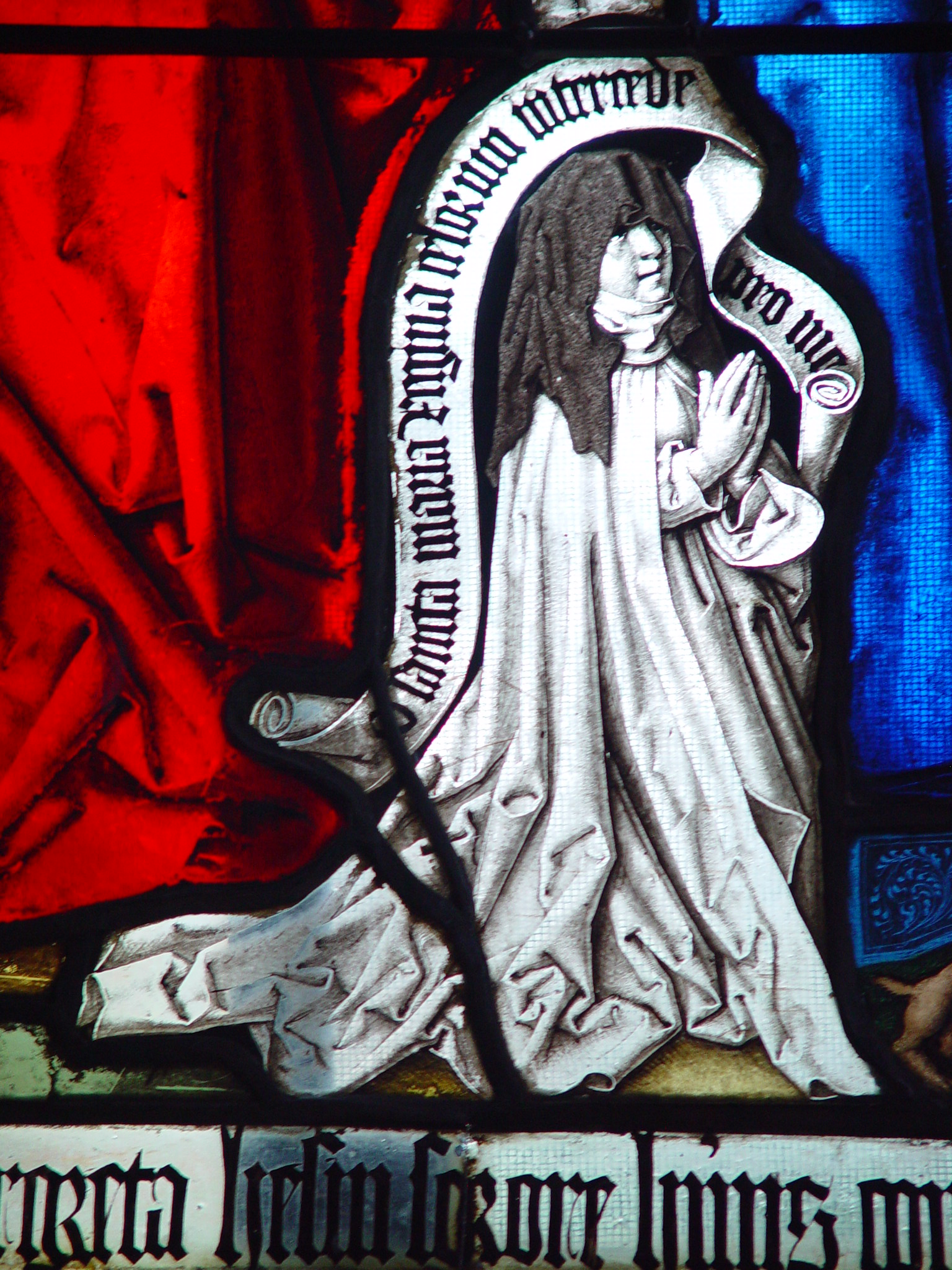
Detailbild einer Glas-Restaurierung

Unter der Firmierung Domglas Naumburg begann das Betätigungsfeld in Mecklenburg. Zahlreiche Altar- u. Kirchenfenster sind neu verglast worden. Vom Entwurf bis zur Montage kam alles aus einer Hand. In nunmehr vierter Generation wird das Familienunternehmen mit einer hohen Frauenquote weiter geführt. In den Ausstellungsräumen im Steinweg 11 am Dom können Unikate und Einzelstücke betrachtet werden.

## Ausgeführte Projekte
- Einzelne baubezogene Werke und Farbglasgestaltung für Räume.
- Kath. Kirchen in Mirow, Fürstenberg, Penzlin, Neustadt/Glewe, Hagenow, Naumburg usw.
- Evang. Kirchen in Gernstedt, Weißenfels Lutherkirche, Stolpe, Sangerhausen, Freyburg usw.
- Kinderheim in Neubrandenburg
- Ärztehaus in Schwerin / Lankow sowie Groß Dresch
- Sportschule in Leipzig
- Gaststätte Paulaner in Leipzig
- Hotel International in Leipzig
- Hotel Astoria in Leipzig
- Hotel Deutschland in Leipzig
- Bellevue Hotel in Dresden
- Hochzeitshaus in Erfurt
- Hotelschiffe für Schweden
- Ferienheime in Ahrenshoop
- Ferienheim Aliende in Templin
- Vilnius Opernhaus
- Kuwait Kulturpalast
- Berlin Friedrichstadtpalast
- Nordhaus Museum
- Wörlitzer Park Restaurierungen (1978–2003) Glasmalerei 16. u. 17. Jhd.
- 20-jährige Projektarbeiten im Gotischen Haus in Wörlitz
- Dom Merseburg, Fürstengruft, Michaeliskirche, Gewandkapelle
- Dom Zeitz, Moritzkirche, Michaeliskirche
- Dom Naumburg, Magdalenkirche, Obergadenfenster, Schiff u.- Turmfenster, Wappenfenster
- Elisabethkapelle im Naumburger Dom